# フランツ・アダム・フォン・ヴァルトシュタイン＝ヴァルテンベルク
フランツ・アダム・フォン・ヴァルトシュタイン＝ヴァルテンベルク（Franz de Paula Adam Norbert Wenzel Ludwig Valentin von Waldstein-Wartenberg、1759年2月14日 - 1823年5月24日）は、オーストリアの軍人、植物学者である。ハンガリーの植物学者、キタイベル・パールとともにハンガリーの植物を研究した。

## 略歴
ウィーンで生まれた。ドイツ系ボヘミア貴族であるヴァルトシュタイン家（de）の一族のエマヌエル・フィリベルト・フォン・ヴァルトシュタイン＝ヴァルテンベルク（de）の3男として誕生し、兄弟には、ベートーベンらのパトロンとなったフェルディナンド・エルンスト・フォン・ヴァルトシュタイン＝ヴァルテンベルクや司教となったヨハン・フリードリヒ・フォン・ヴァルトシュタイン＝ヴァルテンベルク（de）らがいる。
軍人として、オスマン・トルコやロシアとの戦争に参加した。1789年から植物学に専念し、ハンガリーの植物学者、キタイベル・パールとともにハンガリーを旅し、プラハの屋敷に標本を集めた。キタイベルと"Descriptiones et icones plantarum rariorum Hungariae"（「ハンガリーの希少植物の解説と図」; M. A. Schmidt, Vienna, 3巻 1802–1812）を執筆した。
バラ科の属名、Waldsteinia（コキンバイ属）に献名されている。